# Blepharicera thurmanae
Blepharicera thurmanae är en tvåvingeart som beskrevs av Alexander 1953. Blepharicera thurmanae ingår i släktet Blepharicera och familjen Blephariceridae.
Artens utbredningsområde är Thailand. Inga underarter finns listade i Catalogue of Life.